# Котмале (підрозділ окружного секретаріату)
Підрозділ окружного секретаріату Котмале — підрозділ окружного секретаріату округу Нувара-Елія, Центральна провінція, Шрі-Ланка. Складається з 96 Грама Ніладхарі.